# Villa Los Ángeles
Villa Los Ángeles es un caserío peruano ubicado en el distrito de Supe, perteneciente a la provincia de Barranca del departamento de Lima, en la costa central del Perú.

## Ubicación
Villa Los Ángeles se ubica al suroeste de la provincia de Barranca, en el distrito de Supe, en el departamento de Lima.

## Demografía
En 2017 Villa Los Ángeles tenía una población de 207 habitantes.